# Xenorhina arboricola
Xenorhina arboricola е вид жаба от семейство Тесноусти жаби (Microhylidae).

## Разпространение
Видът е разпространен в Папуа Нова Гвинея.

## Описание
Популацията на вида е стабилна.